# セーラ (ヨーク公爵夫人)
ヨーク公爵夫人セーラ（Sarah, Duchess of York；全名：Sarah Margaret （旧姓：Ferguson）, 1959年10月15日 - ）は、ヨーク公爵アンドルー王子の元妃。愛称は「ファーギー」（Fergie）。

## 来歴

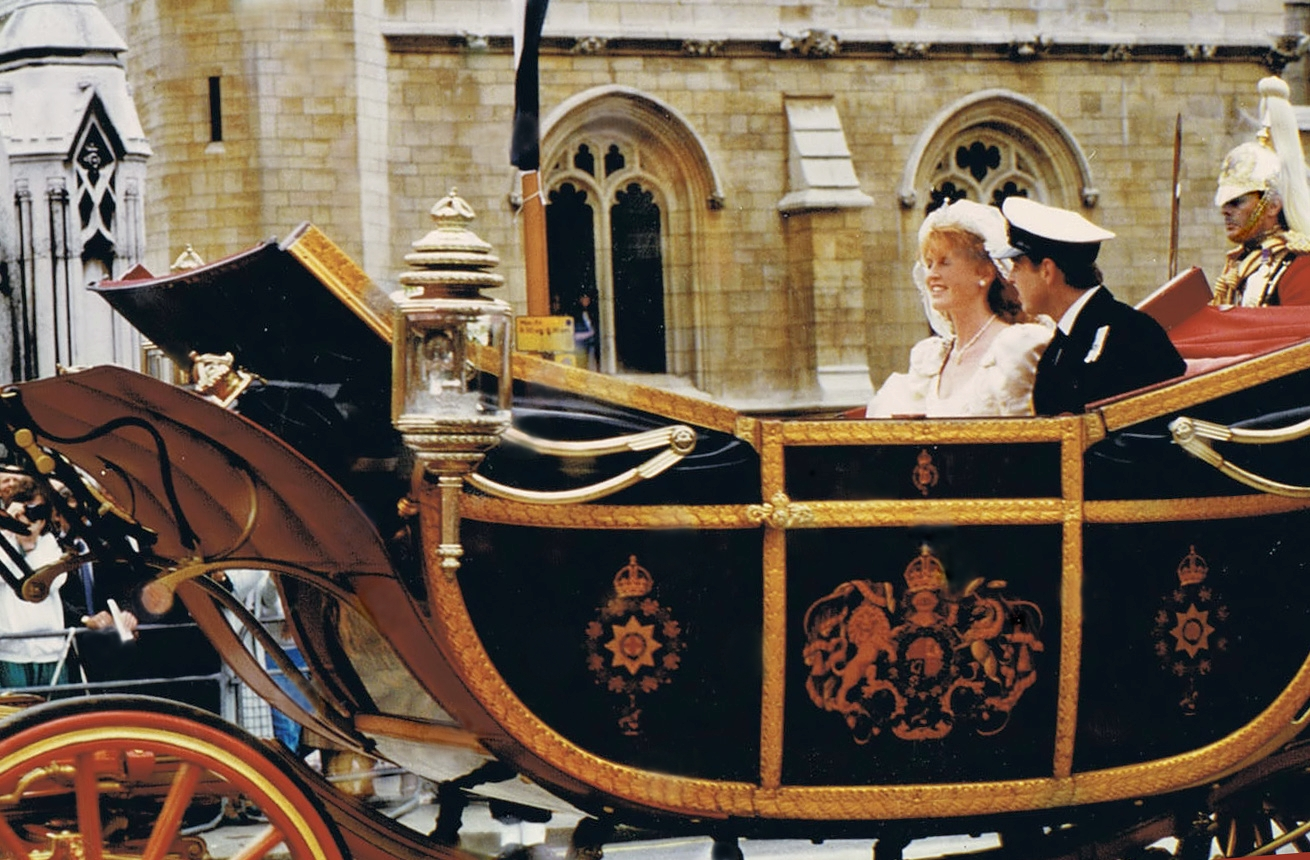
成婚パレード（1986年7月23日）

ロンドンの中心部メリルボーン界隈にあるウェルベック病院 (en) で、ロナルド・ファーガソン陸軍大佐(1931〜2003)と最初の妻スーザン(1937〜98)の娘として生まれた。ハンプシャーの農場で育つ。
結婚前は広告会社にて勤務。
1986年7月23日にアンドルー王子と結婚、ベアトリスとユージェニーの2女をもうけた。
1992年、セーラが起こしたスキャンダルが原因で、夫妻は別居をした。アンドルーが軍務や公務で留守中に、複数の男性と交際していると報じられたためである。同年夏にはタブロイド紙に掲載された、プールサイドで半裸のまま男と抱き合う隠し撮りされた写真が夫妻の関係にとって致命的なものとなった。1996年5月30日に正式に離婚した。
離婚後はニューヨークに移り、ダイエットに苦しんだ経験からダイエット本や商品にかかわったり、児童福祉のボランティア団体のスポークスウーマンとして活動している。現在は、経済的にもイギリス王室から自立しているとしていた。
しかし2010年5月、イギリスのタブロイド紙「ニューズ・オブ・ザ・ワールド」に、同元妃が離婚したアンドルー王子に会わせるとして多額の紹介料を要求していた疑惑が報じられた。元妃の代理人はメディアの取材に対して、その事実を認めた上で、「非常に申し訳ないことをした」「経済的に問題を抱えていた」と釈明した。
一方、2019年にアンドルー王子がセクハラ問題に直面した際、セーラはアンドルーを擁護する発言を行いエリザベス女王から特別の信頼を得たとされる。2021年の夏には離婚後初めてスコットランドのバルモラル城に招待され、王室一家と休暇を過ごした。2022年に女王が死去した後の国葬にも姿を現し「女王は最も立派な姑であり友人だった」、「私が離婚した後にも優しくしてくれた寛大さにいつも感謝を申し上げる」とのコメントを発表、哀悼の意を表した。

## 称号・敬称
セーラの称号および敬称は、以下の通りである。
- セーラ・マーガレット・ファーガソン嬢 Miss Sarah Margaret Ferguson （1959年10月15日 – 1986年7月23日）
- ヨーク公爵夫人殿下 Her Royal Highness the Duchess of York （1986年7月23日 - 1996年5月30日）
- ヨーク公爵夫人セーラ殿下 Her Royal Highness Sarah, Duchess of York （1996年5月30日 - 1996年8月21日）
- ヨーク公爵夫人セーラ Sarah, Duchess of York （1996年8月21日 - ）

## イギリス王室との関係

Coat of Arms of Sarah Ferguson

父方の先祖に初代リッチモンド公チャールズ・レノックス（チャールズ2世とルイーズ・ケルアイユの庶子）、第6代バクルー公ウィリアム・モンタギュー・ダグラス・スコットがいる。さらに遡ると、1685年にジェームス2世に対して反乱を起こしたモンマス公ジェームズ・スコットがいる。モンマス公はチャールズ2世とその愛妾ルーシー・ウォルターの子である。また、チャールズ2世と別の愛妾クリーヴランド公爵夫人バーバラ・パーマーの娘レディー・アン・パーマーの子孫でもある。
現王室のウィンザー朝との関係としては、父方の曾祖母であるマリアン・ルイーザ・モンタギュー＝ダグラス＝スコットが、ジョージ5世の3男グロスター公ヘンリーの夫人アリスと従姉妹同士の関係にある。
また、ダイアナ元妃の遠縁の親戚でもある。共通の先祖に初代アバコーン公爵ジェームス・ハミルトンがいる。まず初代アバコーン公の娘ルイーザ・ジェーンの子孫がセーラの父親のロナルド・ファーガソンである。そして初代アバコーン公の息子、第2代アバコーン公の子孫がダイアナ妃の父親の第8代スペンサー伯である。近いところでは、ダイアナ妃の姉ジェーンの夫ロバート・フェローズとセーラの父親のロナルド・ファーガソンが従兄弟同士である。

## 備考
アメリカのヒップホップ/R&B歌手ステイシー・ファーギー・ファーガソンが「The Dutchess」というタイトルのアルバムを発表した時、セーラを連想する名前が使われていることからセーラはマスコミに感想を求められ、「同じファーギーよね…私と同じ名前を使ったんだから、あなたには私の支援団体チルドレン・イン・クライシスのコンサートで歌ってもらわなくちゃ。」と発言した。ファーギーはこの提案を了承し、ロンドンとニューヨークでおこなわれた2つのチャリティー・コンサートのステージに立った。